# 馮該
馮該（4世纪—405年），東晉人。公元386年10月，前秦哀平皇帝苻丕攻擊洛陽。扬威将军馮該从陕城出兵截击，於是役殺死苻丕並俘獲其太子苻寧、長樂王苻壽，送到建康，東晉朝廷赦而不誅，送到降晉的苻宏那裡。後追随桓氏，404年桓玄峥嵘洲大败后，该劝其再战，不从。玄死，桓振据江陵，馮该与桓振在灵溪大败前来讨伐的刘道规、刘毅军。义熙元年（公元405年），江陵陷落，桓氏伺机反扑，该为刘怀肃讨斩于石城（今钟祥）。